# Syndactyla ucayalae
El ticotico picolezna peruano o pico-recurvo peruano (Syndactyla ucayalae),  es una especie de ave paseriforme de la familia Furnariidae, perteneciente al género Syndactyla. Es nativo de la cuenca amazónica de América del Sur. 

## Distribución y hábitat
Se distribuye por la Amazonia del sureste de Perú (sur de Ucayali, Cuzco, Madre de Dios) y norte de Bolivia (oeste de Pando); también de forma localizada en el sur de la Amazonia brasileña (Acre, Rondônia, norte de Mato Grosso, Pará).
Esta especie es considerada poco común y local en su hábitat natural, el sotobosque de selvas húmedas amazónicas, casi siempre dentro o cerca de enmarañados de bambuzales Guadua, hasta los 1300 m de altitud.

## Estado de conservación
El ticotico picolezna peruano ha sido calificado como casi amenazado, debido a que se piensa que su población (todavía no cuantificada, en Perú estimada en dos mil parejas) sea moderadamente pequeña, con poblaciones altamente fragmentadas ocurriendo a lo ancho de su extensa zona de distribución. Se estima que la población esté decayendo debido a la pérdida de hábitat.

## Sistemática

### Descripción original
La especie S. ucayalae fue descrita por primera vez por el ornitólogo estadounidense Frank Michler Chapman en 1928 bajo el nombre científico Anachilus ucayalae; su localidad tipo es: «Lagarto, alto Río Ucayali, Perú».

### Etimología
El nombre genérico femenino «Syndactyla» se compone de las palabras del griego « συν sun»: juntos, y «δακτυλος daktulos»: dedos; significando «con los dedos juntos». y el nombre de la especie «ucayalae» , se refiere a la localidad tipo, el alto río Ucayali.

### Taxonomía
Con base en estudios de morfología, vocalización y comportamiento general, Robbins & Zimmer (2005) recomendaron la inclusión de las especies del género Simoxenops en Syndactyla; posteriormente, los estudios de genética molecular de Derryberry et al. (2011) concluyeron que, efectivamente, Simoxenops estaba embutido en Syndactyla. La Propuesta N° 528 al Comité de Clasificación de Sudamérica (SACC), aprobó la transferencia de las entonces especies Simoxenops ucayalae y Simoxenops striatus a Syndactyla con los nombres científicos de Syndactyla ucayalae y Syndactyla striata, respectivamente.
El nombre Megaxenops ferrugineus es un sinónimo de la presente especie. Es monotípica.